# Билина (река)
Би́лина (чеш. Bílina) — река в Чехии, правый приток Эльбы. Исток находится недалеко от села Закуты в Рудных горах, площадь бассейна составляет 1071 км², длина реки 49 км. Впадает в Эльбу в Усти-над-Лабем. Значительных притоков река не имеет. Большая часть течения проходит по открытой, безлесной местности. В долине реки добывают бурый уголь. До начала 1990-х годов река была сильно загрязнена сточными водами химических предприятий региона, использовавших её воду для своих нужд. В последние годы экологическая ситуация заметно улучшилась.
Река протекает через города Йирков, Мост, Билина.